# Ronnie Coleman
 Der er for få eller ingen kildehenvisninger i denne artikel, hvilket er et problem. Du kan hjælpe ved at angive troværdige kilder til de påstande, som fremføres i artiklen.

Ronald Dean Coleman (født 13. maj 1964 i Monroe, Louisiana, USA) er en amerikansk bodybuilder og Powerlifter, han har vundet Mr. Olympia hele 8 gange. Han er kendt som 'Big Ron'. Ronnie Coleman er tilknyttet organisationen 'International Federation of Bodybuilders (IFBB) og har skrevet under på en kontrakt med BSN.
Udover hans 8 dobbelte Mr. Olympia-titel som professionel bodybuilder, besidder Coleman rekorden for flest sejre som IFBB-pro(Hele 25 stk.). Han slog Vince Taylors rekord (22 sejre) i Moskva den 5. November, 2004
Coleman uddannede sig på Grambling State University (GSU) i 1989, med en grad i salgsteknik. Samtidig spillede Coleman også på football-holdet GSU Tigers, ledet af den berømte coach Eddie Robinson. Efter sin uddannelse blev Coleman politimand. 

## Bodybuilding filosofi
Tekst mangler, hjælp os med at skrive teksten

## Anatomi
- Højde: 180.3 cm (5 foot 11 inches)
- Vægt: 135 kg (296 lbs) (konkurrence) | 150 kg (330 lbs) (off-season)
- Arme: 60,96 cm
- Bryst: 147,32 cm
- Lår: 91,44 cm

## Bodybuilding titler
- 1990 Mr. Texas (Heavyweight & Overall)
- 1991 World Amateur Championships (Heavyweight)
- 1995 Canada Pro Cup
- 1996 Canada Pro Cup
- 1997 Grand Prix Russia
- 1998 Night of Champions
- 1998 Toronto Pro Invitational
- 1998 Mr. Olympia
- 1998 Grand Prix Finland
- 1998 Grand Prix Germany
- 1999 Mr. Olympia
- 1999 World Pro Championships
- 1999 Grand Prix England
- 2000 Mr. Olympia
- 2000 Grand Prix England
- 2000 World Pro Championships
- 2001 Arnold Schwarzenegger Classic
- 2001 Mr. Olympia
- 2001 New Zealand Grand Prix
- 2002 Mr. Olympia
- 2002 Grand Prix Holland
- 2003 Mr. Olympia
- 2003 Grand Prix Russia
- 2004 Mr. Olympia
- 2004 Grand Prix England
- 2004 Grand Prix Holland
- 2004 Grand Prix Russia
- 2005 Mr. Olympia

1. ↑  www.bigroncoleman.com (fra Wikidata).
2. ↑  Navnet er anført på bokmål og stammer fra Wikidata hvor navnet endnu ikke findes på dansk.